# ルイーゼ・ワルカー
ルイーゼ・ワルカー（Luise Walker, 1910年9月9日  - 1998年1月30日）は、オーストリア出身のギター奏者、および作曲家。20世紀における最も傑出した女流ギタリストの一人。偉大な指揮者フルトヴェングラーは彼女の演奏を聴いて、「あなたのギターはまさに歌っている！」と賞賛した。
ウィーンの出身。8歳の頃からヨゼフ・ザスにギターを学び、ウィーン音楽院でヤコブ・オルトナーに師事し、加えてハインリヒ・アルベルトおよびミゲル・リョベートの指導を受ける。14歳で公式にコンサートデビューし、以降ヨーロッパ諸都市、ロシア、アメリカ合衆国、日本など世界中で演奏旅行を行なった。1940年から母校のウィーン音楽院（ウィーン国立音楽大学）の教授となり、多年に渡りカール・シャイトと並んで多くのギタリストを教え、1986年に退職。後任は彼女の弟子の一人ワルター・ヴュルディンガー。
ウィーンにて没。